# Церква святого архістратига Михаїла (Глинна)

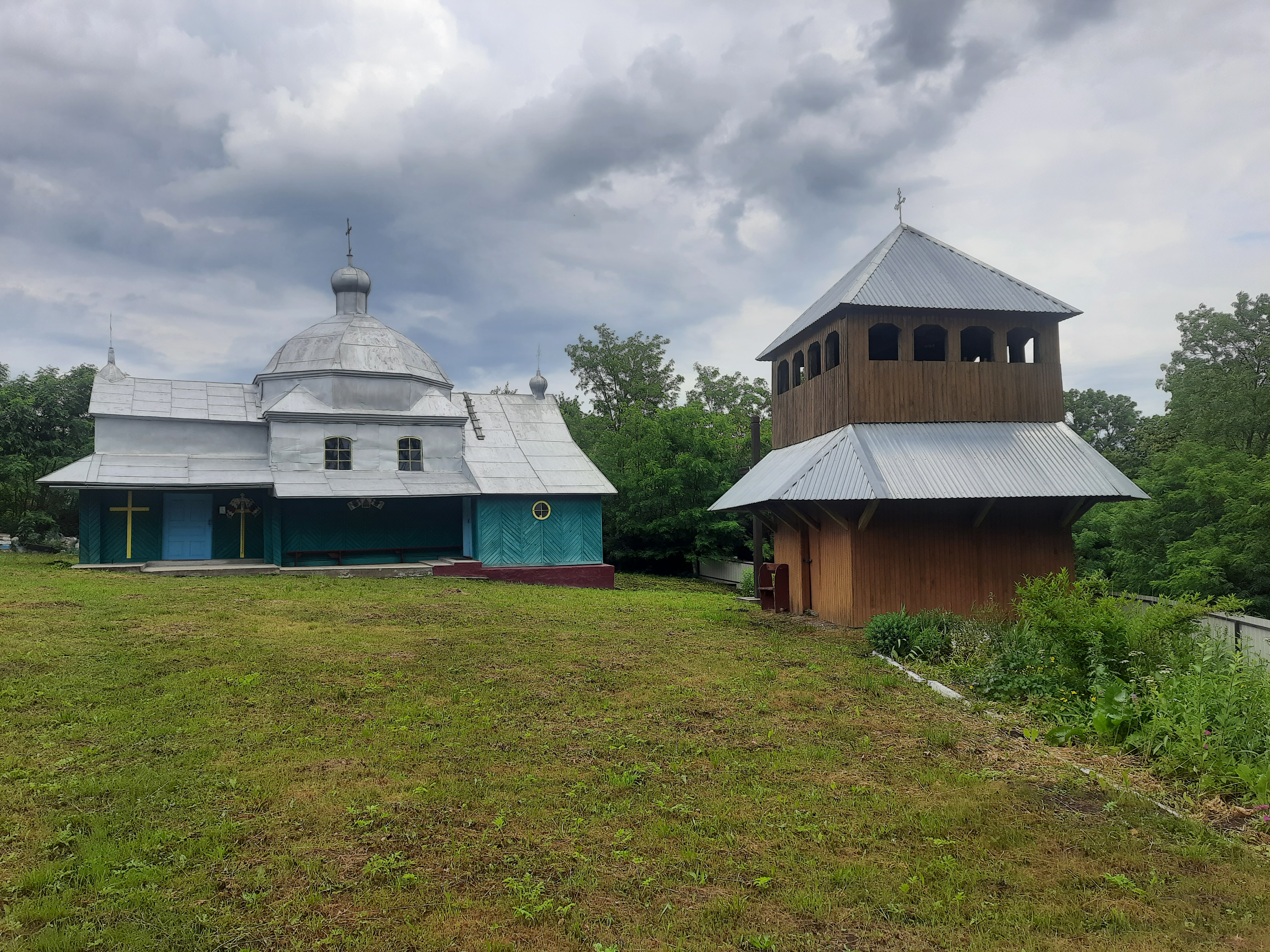
Дерев'яна церква святого архістратига Михаїла

Церква святого архістратига Михаїла в Глинній — парафія і храм греко-католицької громади Козлівського деканату Тернопільсько-Зборівської архієпархії Української греко-католицької церкви в селі Глинна Тернопільського району Тернопільської области.
Дерев'яна церква оголошена пам'яткою архітектури місцевого значення.

## Історія церкви
Парафія в лоні УГКЦ була утворена у 1856 році. У селі є дві церкви. Дерев'яна церква святого Михаїла, збудована у 1856 році, вже не діє. Її закрила влада в травні 1961 року, а частину церковних речей спалили. Новий храм збудували у 1991—1994 роках з ініціативи отця Євгена Бойка та Володимира Тимчишина.
Архітектором нового храму став Ігор Бурбела. Основними жертводавцями були родина Кравчуків з діаспори (США), парафіяни та віряни з сусідніх сіл. Іконостас створили отець Євген Бойко та львівські іконописці.
Новий храм святого Архистратига Михаїла освятив 21 листопада 1994 року генеральний вікарій Зборівської єпархії отець Василь Івасюк.
До 1946 року парафія належала УГКЦ, потім була в структурі РПЦ, а з 1991 року знову повернулася в лоно УГКЦ.
У 1997 році парафію відвідав з візитацією єпископ Михаїл Сабрига, а у 2007 році — єпископ Василій Семенюк.
При парафії діють: братство Матері Божої Неустанної Помочі, спільнота «Матері в молитві», Марійська та Вівтарна дружини.
У 2012 році біля церкви була збудована та освячена капличка Божої Матері.

## Парохи
- о. Даниїл Вовчок (1872—1885),
- о. Петро Сосенко (1885—1903),
- о. Антоній Рудницький (1903—1921),
- о. Олексій Пеленський (1905),
- о. Михайло Левицький,
- о. Михайло Юхнович (1925—1939),
- о. Василь Новаринський (1939—1949),
- о. Микола Шульгай (1949—1957),
- о. Ярослав Домінський (1957—1961),
- о. Федот Гончарук (1961—1982),
- о. Дмитро Борейко (1982—1988),
- о. Іван Цапюк (1988—1990),
- о. Євген Бойко (1990—1997),
- о. Іван Кравець (16 березня 1997—23 серпня 1997),
- о. Василь Лехняк (1997—2011),
- о. Ігор Демчук (з 1 листопада 2011).